# Pingo (piłkarz)
Erison Carlos dos Santos Silva (ur. 22 maja 1980) – brazylijski piłkarz występujący na pozycji pomocnika.

## Kariera klubowa
W latach 2000–2009 występował w klubach Corinthians Paulista, Athletico Paranaense, São Caetano, Cerezo Osaka, Ponte Preta, Busan I'Park i Avaí FC.